# 新十字站
新十字站（英語：New Cross railway station）是位於英格蘭倫敦新十字的一個鐵路車站，位於倫敦第2收費區。新十字站開通於1850年，在1970年代重建。新十字站曾是倫敦地鐵的車站，但現在是倫敦地上鐵東倫敦線的車站。

## 外部連結
- 列车时刻表及车站信息：新十字站，来自英国铁路官方网站